# Tour de France Soundtracks
| Recensione | Giudizio |
| ---------- | -------- |
| AllMusic   |          |

Tour de France Soundtracks è l'undicesimo album in studio del gruppo musicale tedesco Kraftwerk, pubblicato nel 4 agosto 2003.

## Descrizione
Per la prima volta nella storia del gruppo, non è stata registrata una versione dell'album destinata al mercato tedesco, con i testi cantati nella lingua locale e una destinata al mercato internazionale con i testi cantati in inglese. L'unica versione dell'album, valida per tutti i mercati, è stata registrata infatti con i testi cantati in lingua francese. Per la stesura di essi, il gruppo si è avvalso della collaborazione di Maxime Schmitt, che in precedenza aveva collaborato con i Kraftwerk per scrivere il testo della canzone Tour de France pubblicata come singolo nel 1983 e presente nello stesso album in versione registrata nuovamente e riarrangiata.
L'album è il primo registrato con la formazione composta da Ralf Hütter, Florian Schneider, Fritz Hilpert e Henning Schmitz. La maggior parte del materiale registrato nell'album è stata proposta durante il tour mondiale del 2004 intitolato Minimum-Maximum (dalle cui registrazioni saranno ricavati un omonimo album dal vivo e video), nel quale i Kraftwerk si sono esibiti utilizzando dei computer portatili Sony Vaio, all'interno dei quali vennero installati (e quindi adoperati) software di sequencing, come Steinberg Cubase SX e sintetizzatori virtuali in formato VST.
Il disco è stato pubblicato il 4 agosto 2003 in Europa e il 19 agosto negli Stati Uniti dall'etichetta discografica Kling Klang/EMI in formato doppio LP, CD e musicassetta. Primo album dopo una lunga pausa iniziata nel 1986 dopo la pubblicazione dell'album Electric Café, è stato pubblicato in concomitanza con il centesimo anniversario del Tour de France.

## Tracce
1. Prologue – 0:31 (Ralf Hütter, Florian Schneider, Fritz Hilpert)
2. Tour de France Étape 1 – 4:27 (Ralf Hütter, Florian Schneider, Fritz Hilpert, Maxime Schmitt)
3. Tour de France Étape 2 – 6:41 (Ralf Hütter, Florian Schneider, Fritz Hilpert, Maxime Schmitt)
4. Tour de France Étape 3 – 3:56 (Ralf Hütter, Florian Schneider, Fritz Hilpert, Maxime Schmitt)
5. Chrono – 3:19 (Ralf Hütter, Florian Schneider, Fritz Hilpert, Maxime Schmitt)
6. Vitamin – 8:09 (Ralf Hütter, Fritz Hilpert)
7. Aéro Dynamik – 5:04 (Ralf Hütter, Florian Schneider, Fritz Hilpert, Maxime Schmitt)
8. Titanium – 3:21 (Ralf Hütter, Florian Schneider, Fritz Hilpert, Maxime Schmitt)
9. Elektro Kardiogramm – 5:16 (Ralf Hütter, Fritz Hilpert)
10. La Forme – 8:41 (Ralf Hütter)
11. Régéneration – 1:16 (Ralf Hütter)
12. Tour de France – 5:12 (Karl Bartos, Ralf Hütter, Florian Schneider)

## Formazione
- Ralf Hütter - voce, sintetizzatori, effetti sonori
- Florian Schneider - sintetizzatori, effetti sonori
- Fritz Hilpert - batteria elettronica
- Henning Scmitz - sintetizzatore, batteria elettronica

## Classifiche
- #1 Germania[2]
- #25 Svizzera[3]
- #29 Austria[4]